# Фусімі Хіройосі
Принц Фусімі Хіройосі (яп. 伏見宮博義王; 8 грудня 1897, Токіо — 19 жовтня 1938, Токіо) — японський офіцер, капітан Імператорського флоту.

## Біографія
Старший син і спадкоємець адмірала принца Фусімі Хіроясу (1875—1946), 23-го голови молодшої гілки Імператорського дому Фусімі-но-мія (1923—1946) та його дружини, Цунеко Токуґава  (1882—1939).
В 1920 році закінчив 45-й клас Військової академії Імператорського флоту Японії, посівши перше місце серед 89 курсантів класу. Його однокласником був Косаку Аруга, останній капітан лінкора «Ямато».
Принц служив на крейсері «Іваті», потім на лінкорах «Фусо» і «Каваті». Після здачі курсової роботи з військово-морської артилерії та торпедної війни принц служив матросом на крейсерах «Конго», «Кірісіма» та «Хіей». Після проходження курсу підвищення кваліфікації у торпедній війні служив старшим торпедним офіцером на есмінцях «Сімакадзе» і «Нумакадзе», крейсерах «Ідзумо» і «Нака». 10 грудня 1928 року отримав під своє командування есмінець «Каба». Згодом він служив на есмінцях «Йомогі», «Камікадзе» і «Амагірі».
В 1933 році був призначений старшим помчником на крейсері «Нака», потім на мінному загороджувачі «Іцукусіма». В 1936 році став командиром 3-ї винищувальної групи, яка брала участь у бою під Шанхаєм з гомінданівцями на початку Другої японо-китайської війни. 25 вересня 1937 року був легко поранений в руку на річці Хуанпу. Після одужання принц служив командиром 6-ї винищувальної групи, призначеної для патрулювання річки Янцзи. В квітні 1938 року був переведений назад в Японію, де став інструктором у Вищій військовій академії Імператорського флоту.
19 жовтня 1938 року принц Фусімі Хіройосі, який страждав від хронічної астми, помер від інфаркту міокарда. Вважалось, що причиною його смерті були невідповідні ліки, які йому давав його лікар.

## Сім'я
23 грудня 1919 року принц Фусімі одружився з Токіко Ітідзьо (20 червня 1902 — 3 квітня 1971), третьою донькою князя Санетеру Ітідзьо (1866 — 1924). В пари народились 4 дітей:
- Принцеса Міцуко (яп. 光子女王; 28 липня 1929)
- Принц Хіроакі (яп. 伏見宮博明王; 26 січня 1932) — останній (24-й) голова дому Фусімі-но-мія (1946 — 1947)
- Принцеса Йосіко (яп. 令子女王; 14 лютого 1933 — 25 жовтня 1937)
- Принцеса Аяко (яп. 章子女王; 11 лютого 1934)